# هيرب كارنغي
هيرب كارنغي هو لاعب هوكي جليد كندي، ولد في 8 نوفمبر 1919 في تورونتو في كندا، وتوفي في 9 مارس 2012.

## وصلات خارجية
- هيرب كارنغي على موقع EliteProspects.com (الإنجليزية)
- هيرب كارنغي على موقع HockeyDB.com (الإنجليزية)
- هيرب كارنغي على موقع قاعة كندا للمشاهير الرياضية (الإنجليزية)
- هيرب كارنغي على موقع قاعة أونتاريو للمشاهير الرياضية (مؤرشف) (الإنجليزية)